# Dimitri Tiomkin
Dimitri Zinovievich Tiomkin (ukrajinski Дмитро́ Зино́війович Тьо́мкін) (10. svibnja 1894. – 11. studenog 1979.) bio je američki skladatelj ukrajinskog podrijetla, trostruki dobitnik nagrade Oscar i jedan od najcjenjenijih skladatelja filmske glazbe u Hollywoodu.

## Životopis
Tiomkin je rođen u ukrajinskom gradu Kremenčugu. Kao mladić se školovao u Sankt Peterburgu, stekavši glazbenu naobrazbu na tamošnjem konzervatoriju. Godine 1920. bio je jedan od glavnih organizatora boljševičkih parada u čast 1. svibnja i 3. obljetnice Oktobarske revolucije.
Kasnije se preselio u Berlin, gdje mu je otac radio kao liječnik, da bi 1925. emigrirao u Sjedinjene Države i 1930. preselio sa suprugom Albertinom Rasch u Hollywood. Tiomkin je američko državljanstvo dobio 1937.
Izuzetan je broj filmova i TV serija za koje je Tiomkin radio glazbu, prema IMDb-u čak 125. Radio je s gotovo svim značajnim redateljima svog vremena. Iako pod utjecajem istočnoeuropske glazbene tradicije, skladao je glazbu za tipične američke filmove, poput onih Franka Capre: Izgubljeni horizont (1937.), Divan život (1946.) i G. Smith ide u Washington (1939.) Radio je glazbu za film Freda Zinnemanna Točno u podne (1952.), za kojeg je dobio prvog Oscara, za pjesmu "Do Not Forsake Me, Oh My Darlin' (The Ballad of High Noon)". Dvije godine kasnije ponovo je osvojio prestižnu nagradu, za najbolju pjesmu u filmu Johna Waynea The High and the Mighty. Općenito se Tiomkina najčešće veže uz žanr westerna.
Slijedili su filmovi Div (1956.), Prijateljsko uvjeravanje (1956.), Obračun kod O. K. Corrala (1957.), Starac i more (1959. - treći Oscar), Rio Bravo (1959.), Alamo (1960.), Topovi s Navaronea (1961.), Grad bez milosti (1961.), 55 dana u Pekingu (1963.), Pad Rimskog carstva (1964.), Ratni vagon (1967.) i mnogi drugi.
Tiomkin je, osim za film, skladao glazbu i za TV serije, kao što su  Rawhide (1959.) i Gunslinger. (1961.)
Dimitri Tiomkin umro je u Londonu 1979. i pokopan je u kalifornijskom Glendaleu.

## Vanjske poveznice
- Službena stranica
- Dimitri Tiomkin u internetskoj bazi filmova IMDb-u (engl.)